# Pilots Continus
Els pilots continus són un tipus de pilots que s'introdueixen de forma contínua a un senyal amb modulació COFDM i que permeten d'obtenir informació sobre l'estat de la transmissió. Aquests pilots es distribueixen a cada símbol del senyal, excepte pel primer i segon símbol i el símbol de tancament de trama si existeix, mitjançant un patró de portadores. Aquests, amb el valor de la FFT, són els que decidiran els índexs de la portadora on hi haurà pilot continu i el nombre de pilots que hi haurà. Aquests pilots s'envien a una potència superior a la potència de la resta del senyal per a millorar la relació senyal-soroll (SNR), millorant així l'estimació sobre l'efecte del canal sobre el nostre senyal.
En un senyal transmès amb l'estàndard DVB-T el total de pilots continus és del 2,6% del total, mentre que l'estàndard DVB-T2 és del 0,35% del total.
|  |

## Patrons de portadora
Els pilots continus, com ja hem explicat, es distribueixen mitjançant un patró de portadores definit per als pilots dispersos.

## Característiques dels pilots dispersos
Posició i nombre dels pilots continus
Per a saber la posició i la distribució dels pilots continus s'utilitzen diversos grups de pilots continus. Per a cada grup, hi ha una distribució diferent de posicions depenent del patró de pilots utilitzat per a distribuir els pilots dispersos.
Els patrons que formen cada grup els podem veure a l'annex G (pàgina 160) de les especificacions sbre DVB presentat a la secció d'enllaços externs.
Amplitud dels pilots continus
Com en el cas dels pilots dispersos, l'amplitud dels pilots continus s'envia a una potència superior (boost) a la de la resta del senyal. Això ho fem per a millorar la relació senyal-soroll (SNR), i poder estimar millor la influència del canal sobre el nostre senyal.
En qualsevol cas, si coincideix un pilot dispers amb un pilot continu, el valor de l'amplitud que predomina és el del pilot dispers.